# Pedro Díez del Corral
Pedro Díez del Corral (Madrid, 5 de novembre de 1951 – ibíd., 15 de març de 2014) va ser un actor espanyol. Durant els seus quaranta anys de carrera, va treballar amb els millors directors del cinema d'Espanya i entre els seus més de 30 pel·lícules figuren algunes que han fet història al cinema espanyol.

## Carrera
Va començar al cinema en 1963, quan tenia 11 anys, interpretant al protagonista de Del rosa al amarillo, pel·lícula que obtindria la Conquilla de Plata al Festival Internacional de Cinema de Sant Sebastià de 1963. En els anys seixanta va continuar les seves actuacions en papers de jove. En 1975, va rodar Hay que matar a B. de José Luis Borau, que va suposar un canvi en la seva carrera i l'entrada a un nou tipus de cinema. En aquests anys va rodar amb molts dels millors directors espanyols. Durant els noranta va destacar en diverses sèries de televisió com Celia i Los jinetes del alba. La seva última aparició en la pantalla va ser en 2003, en la sèrie Hospital Central. Aquest mateix any va abandonar la interpretació per motius de salut.

## Filmografia
- Del rosa al amarillo (1963)
- Los chicos del Preu (1967)
- No le busques tres pies... (1968)
- Hay que matar a B. (1973)
- La joven casada (1975)
- Pepita Jiménez (1975)
- Morir... dormir... tal vez soñar (1976)
- Pecado mortal (1977)
- Mi hija Hildegart (1977)
- Tigres de papel (1977)
- Memoria (1978)
- ¿Qué hace una chica como tú en un sitio como este? (1978)
- Las verdes praderas (1979)
- Jaque a la dama (1979)
- Mis relaciones con Ana (1979)
- Cuentos eróticos (1980)
- Las trampas del matrimonio (1982)
- El arreglo (II) (1983)
- Muñecas de trapo (1984)
- Dragon Rapide (1986)
- La guerra de los locos (1987)
- Quimera (1988)
- Hemingway, fiesta y muerte (1988)
- El Lute II: mañana seré libre (1988)
- Baton Rouge (1988)
- El rey del mambo (1989)
- El baile del pato (1989)
- El acto (1989)
- Todo por la pasta (1991)
- Tacones lejanos (1991)
- Beltenebros (1991)
- Huidos (1993)
- Quince (1998)

### Televisió
- Brigada Central (1989-1990)
- Los jinetes del alba (1990)
- Réquiem por Granada (1991)
- Celia (1993)
- La casa de los líos (1998-1999)
- Hospital Central (2003)

## Premis
- Premis del Sindicat Nacional de l'Espectacle de 1975: Premi al millor actor principal pel seu paper a Pepita Jiménez.[5]